# Komisja do spraw Wywiadu Senatu Stanów Zjednoczonych
Komisja ds. Wywiadu Senatu Stanów Zjednoczonych (ang. United States Senate Select Committee on Intelligence) jest jedną z tzw. niestałych (Select) komisji, powołaną w 1975 roku. Mimo iż nie ma statusu stałego, jak np. komisje ds. zagranicznych czy sił zbrojnych, odgrywa ważnę rolę.
Jej zadaniem jest, ogólnie mówiąc, nadzór ustawodawczy nad wszelkimi służbami wywiadowczymi Stanów Zjednoczonych. Decyduje więc m.in. o sprawach ich budżetu, zatwierdzaniu nominacji (tzn. możliwości dopuszczenia ich pod obrady plenarne) oraz prowadzi czynności śledcze i kontrolne (funkcjonariusze wywiadu muszą składać przed nią zeznania na temat swej pracy).

## Obecni członkowie (110. Kongres)

### Większość demokratyczna

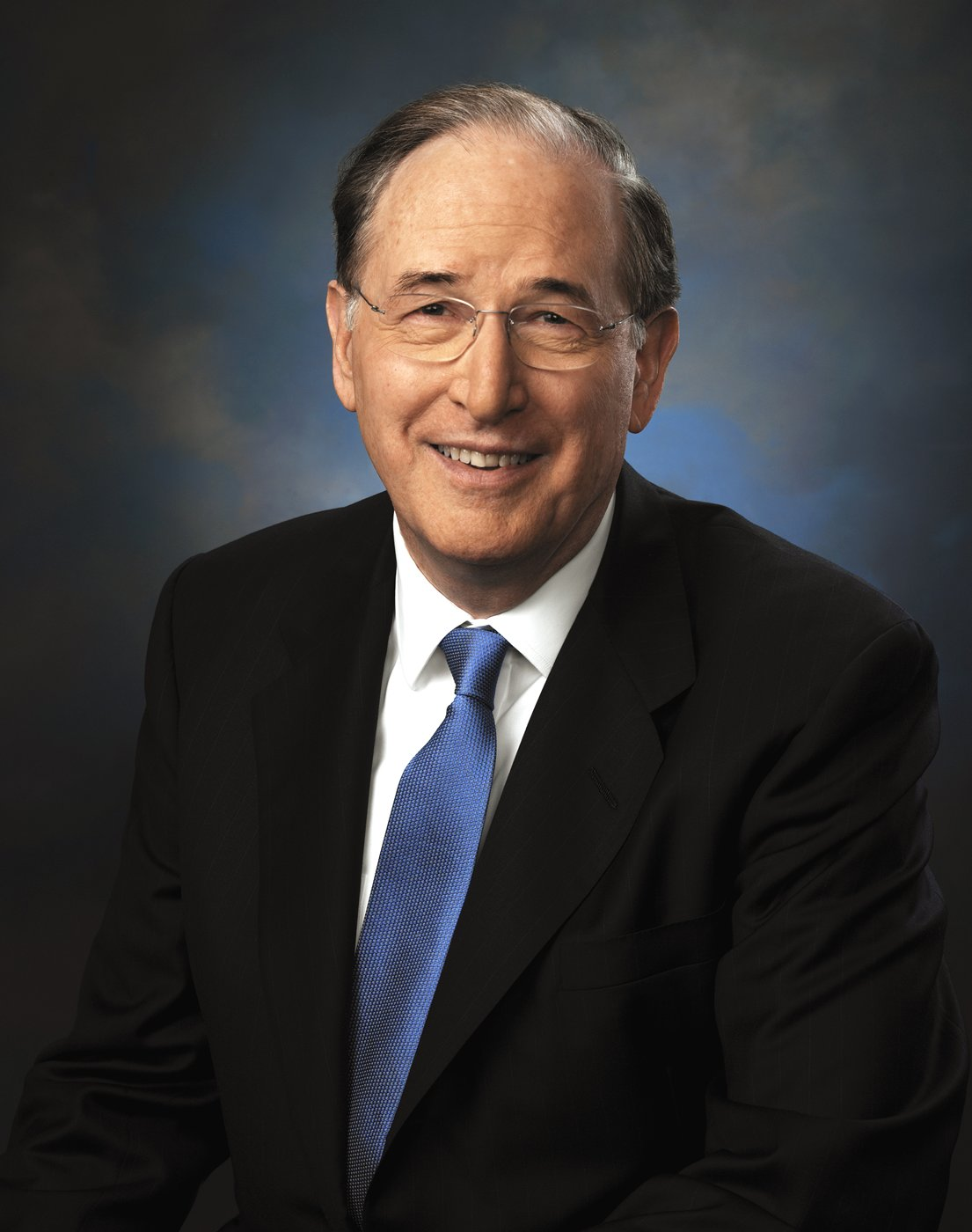
Jay Rockefeller (Wirginia Zachodnia) - przewodniczący

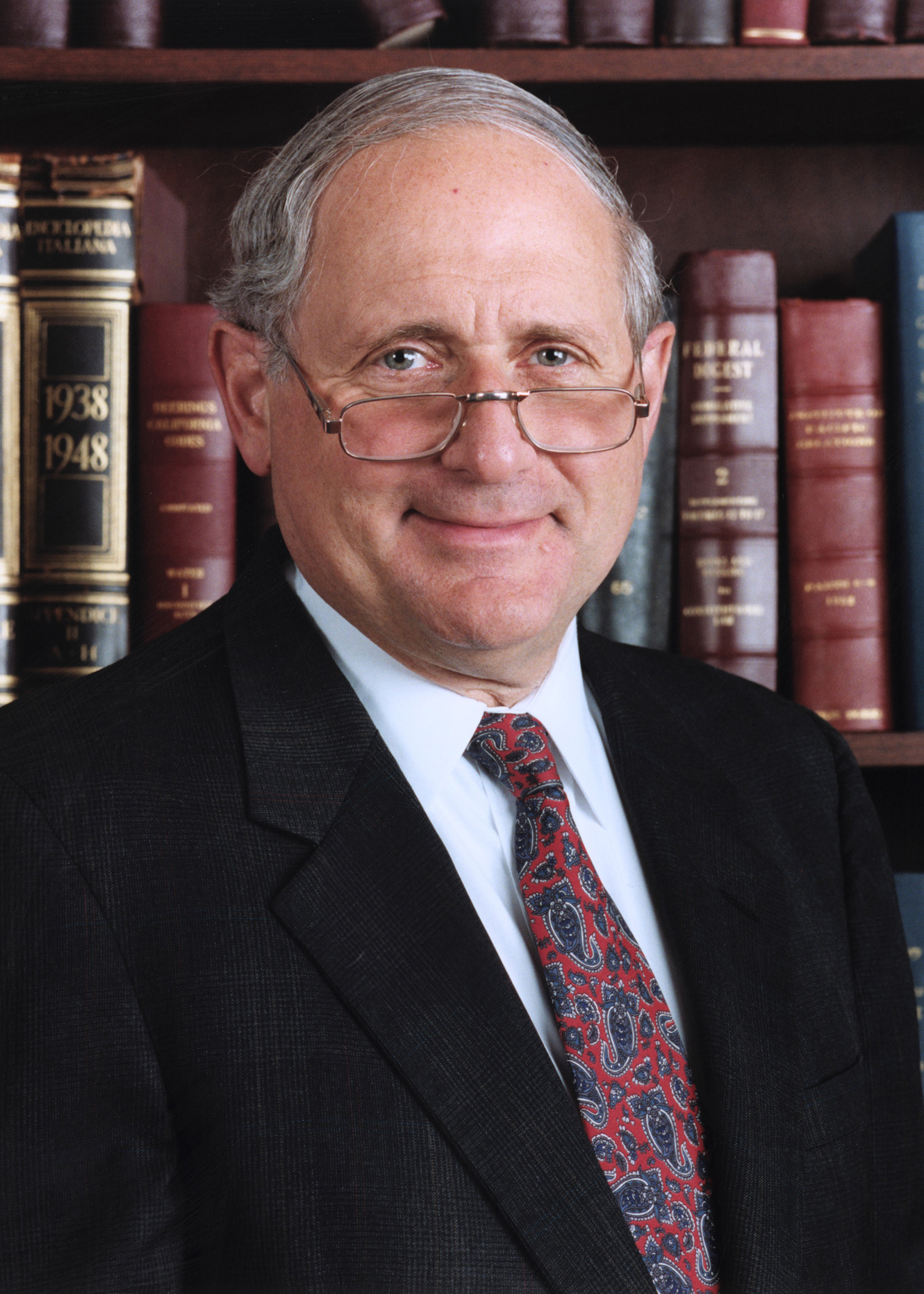
Carl Levin (Michigan)
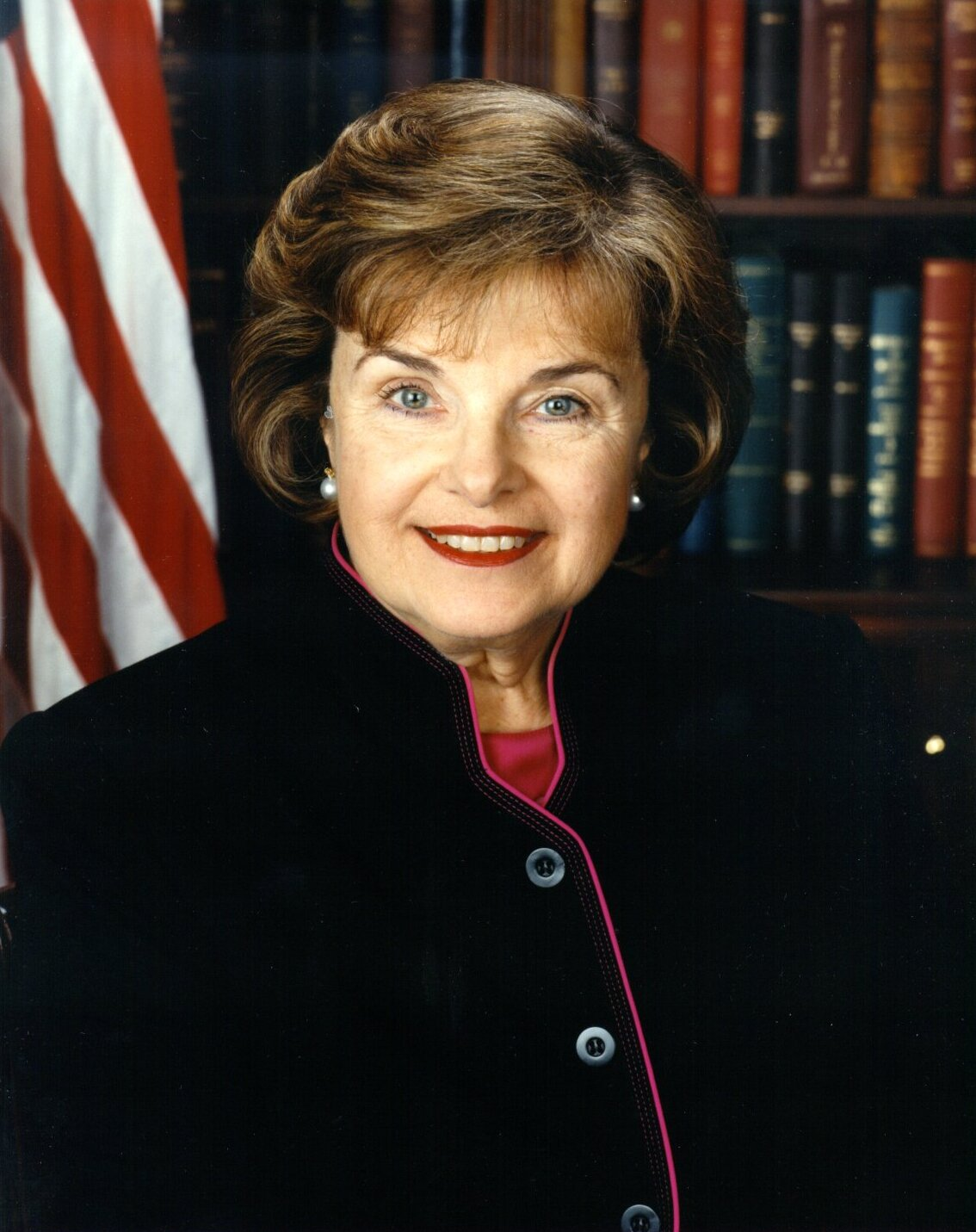
Diane Feinstein (Kalifornia)
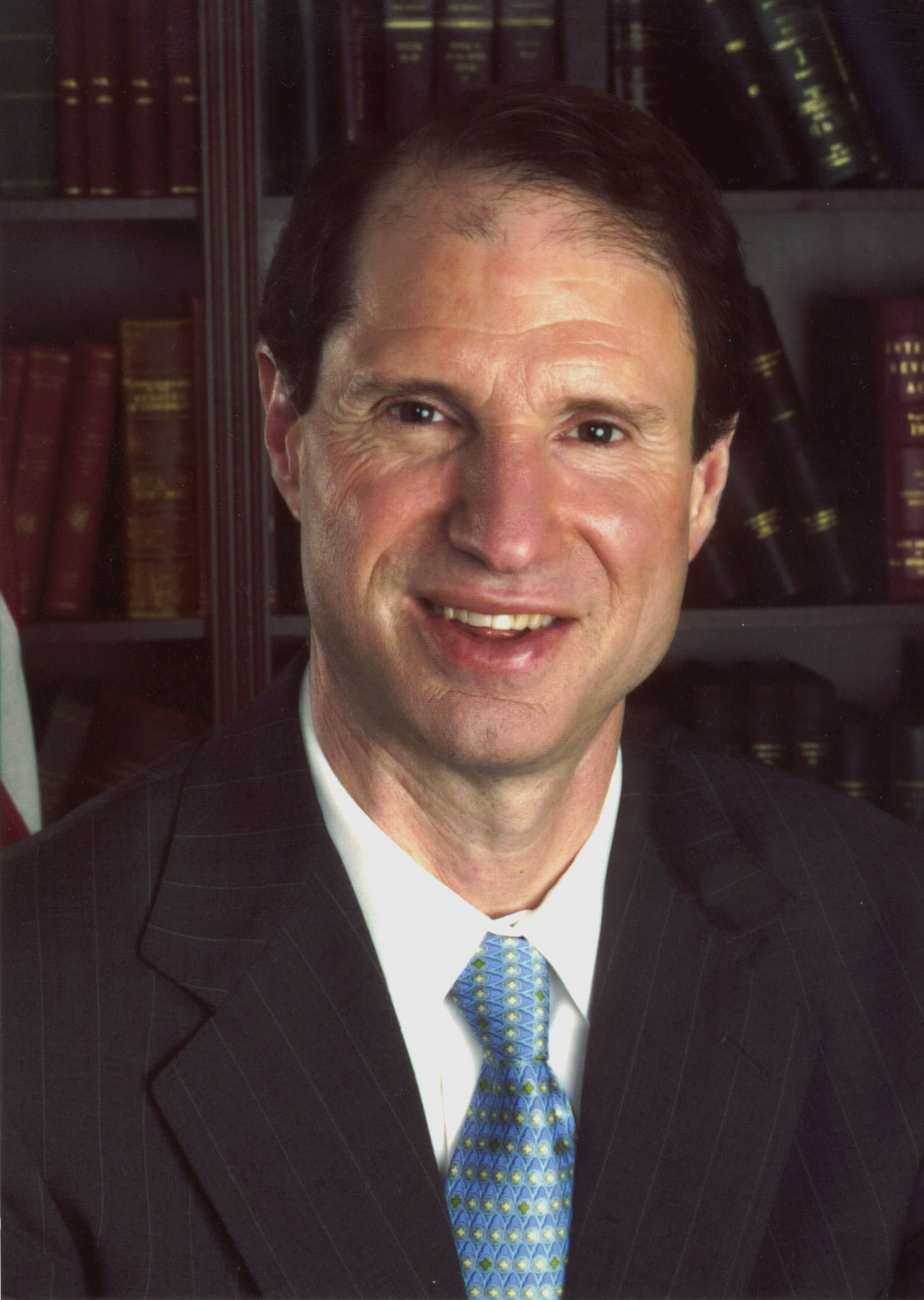
Ron Wyden (Oregon)
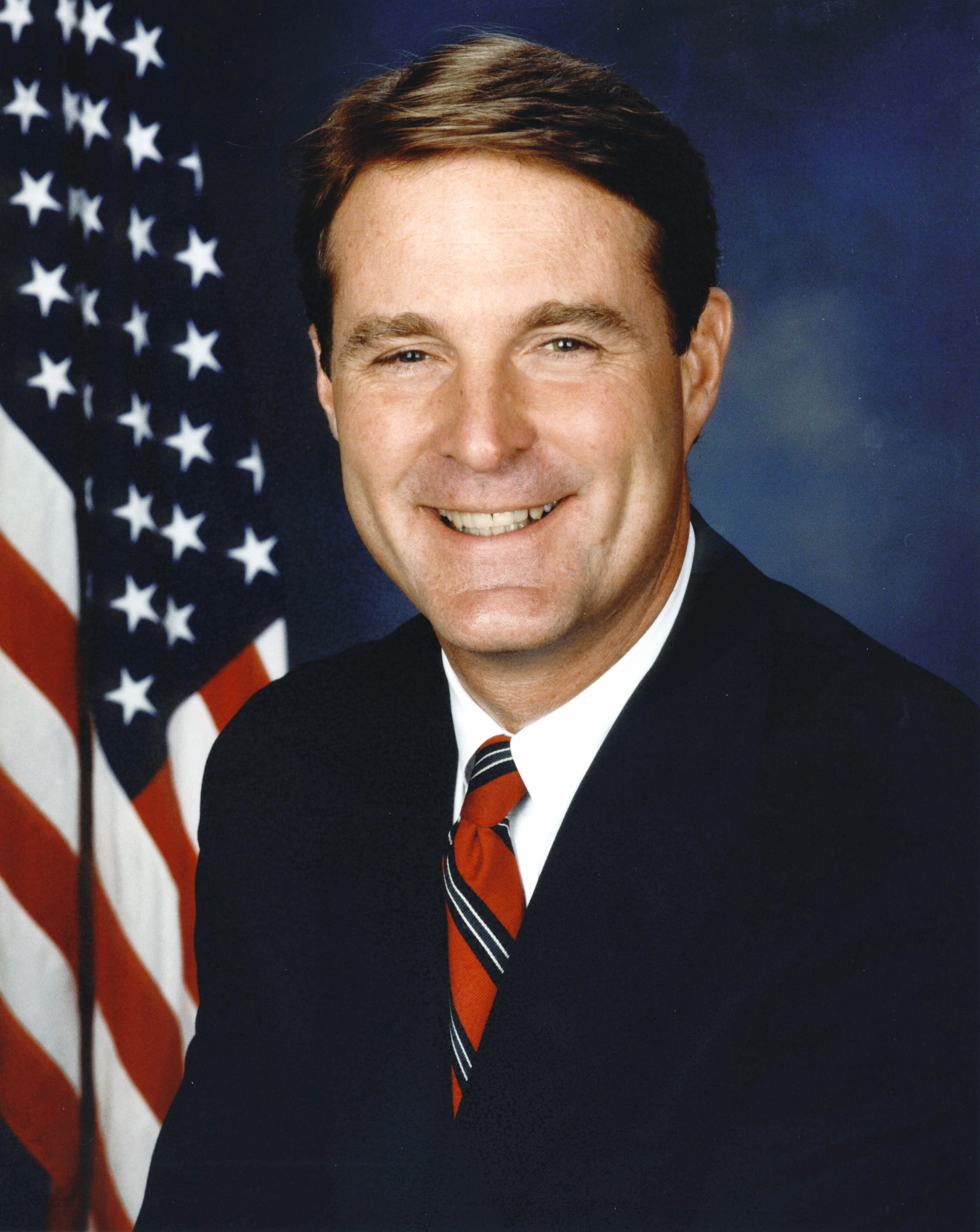
Evan Bayh (Indiana)
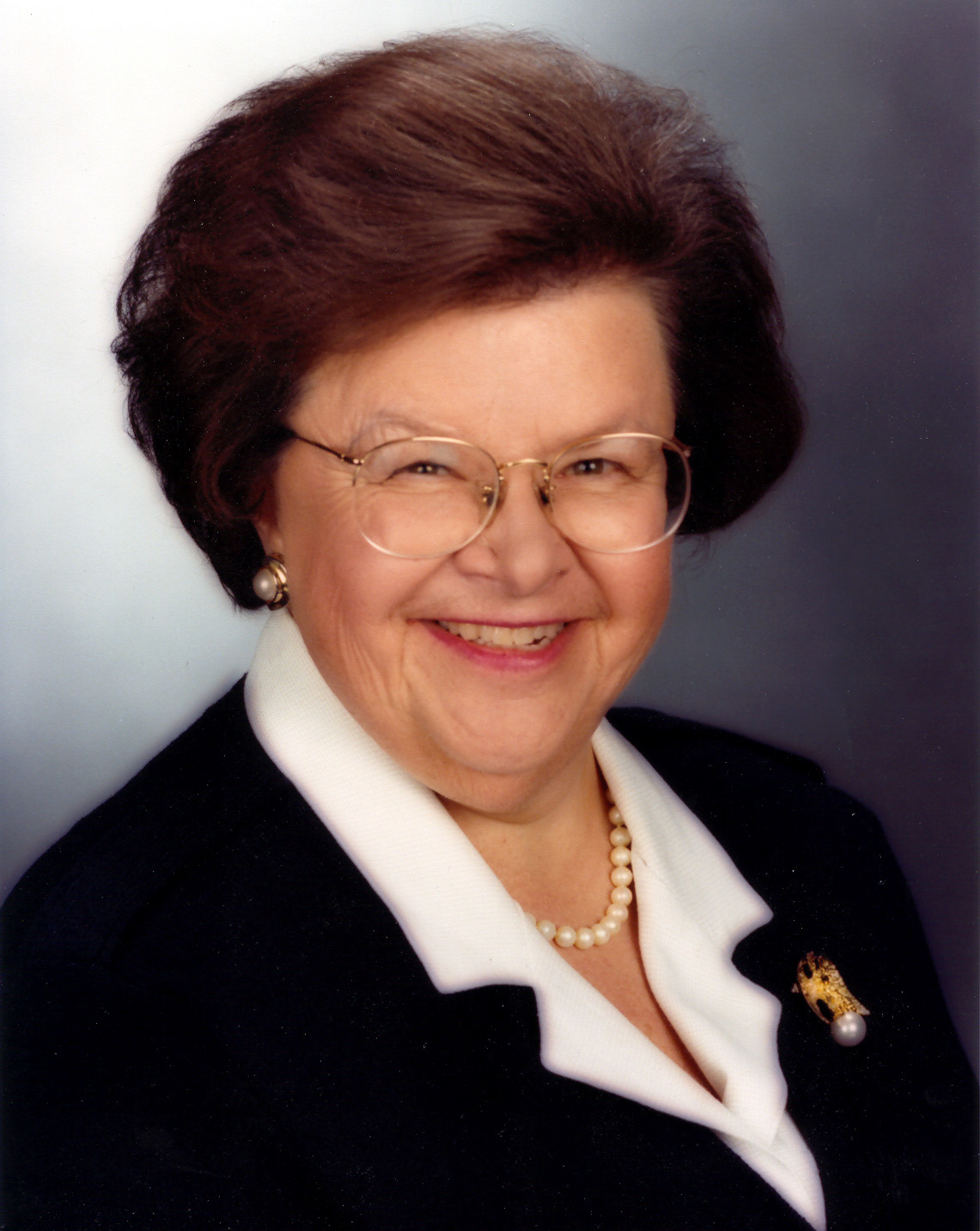
Barbara Mikulski (Maryland)
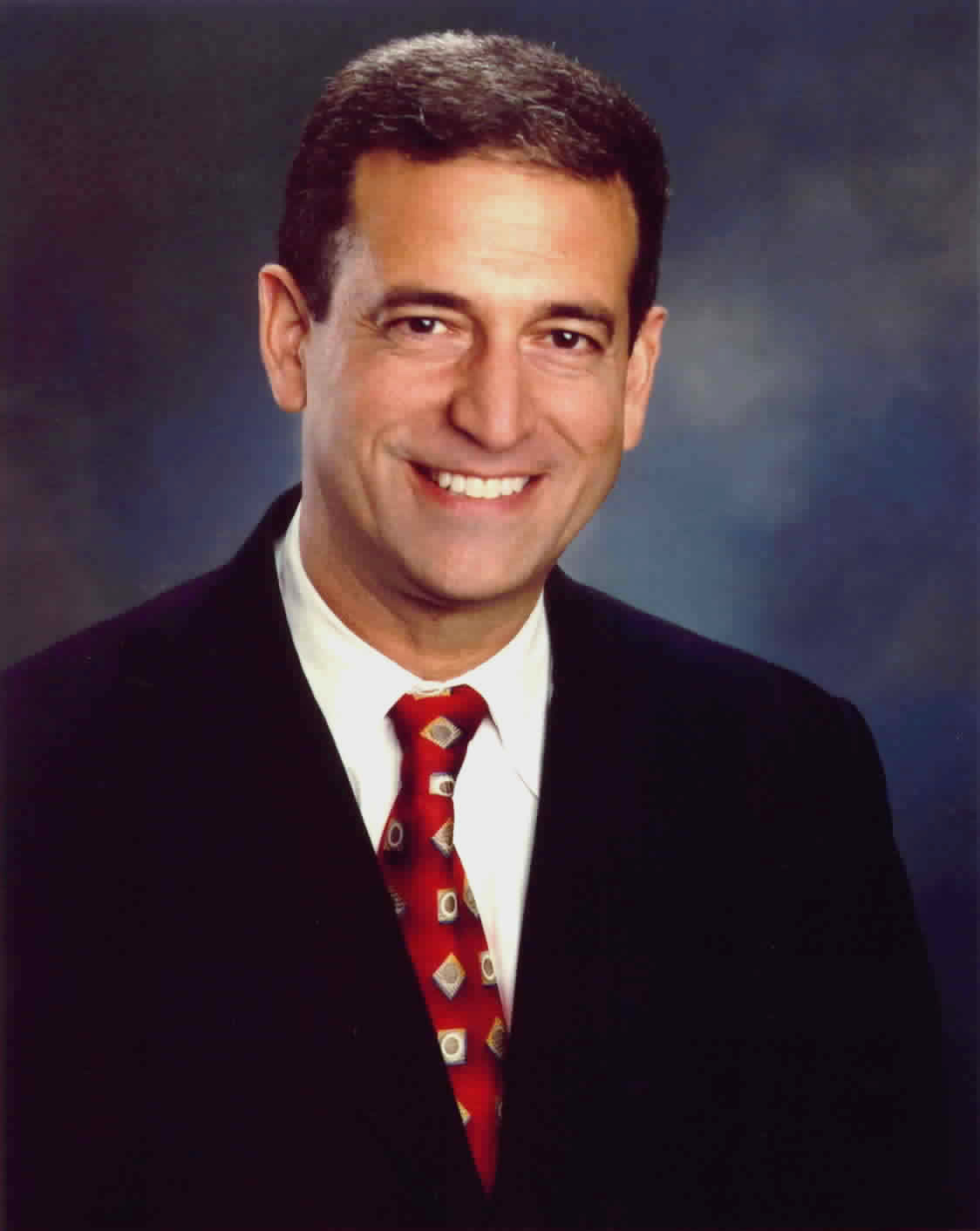
Russ Feingold (Wisconsin)
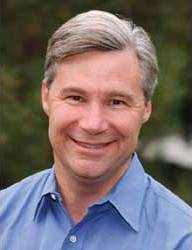
Sheldon Whitehouse (Rhode Island)

### Mniejszość republikańska

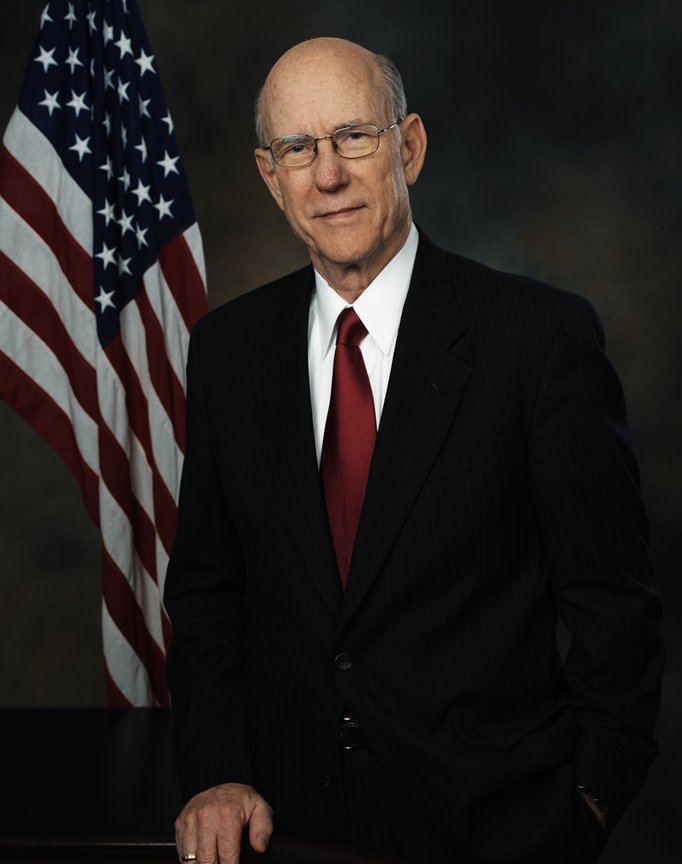
Pat Roberts (Kansas)
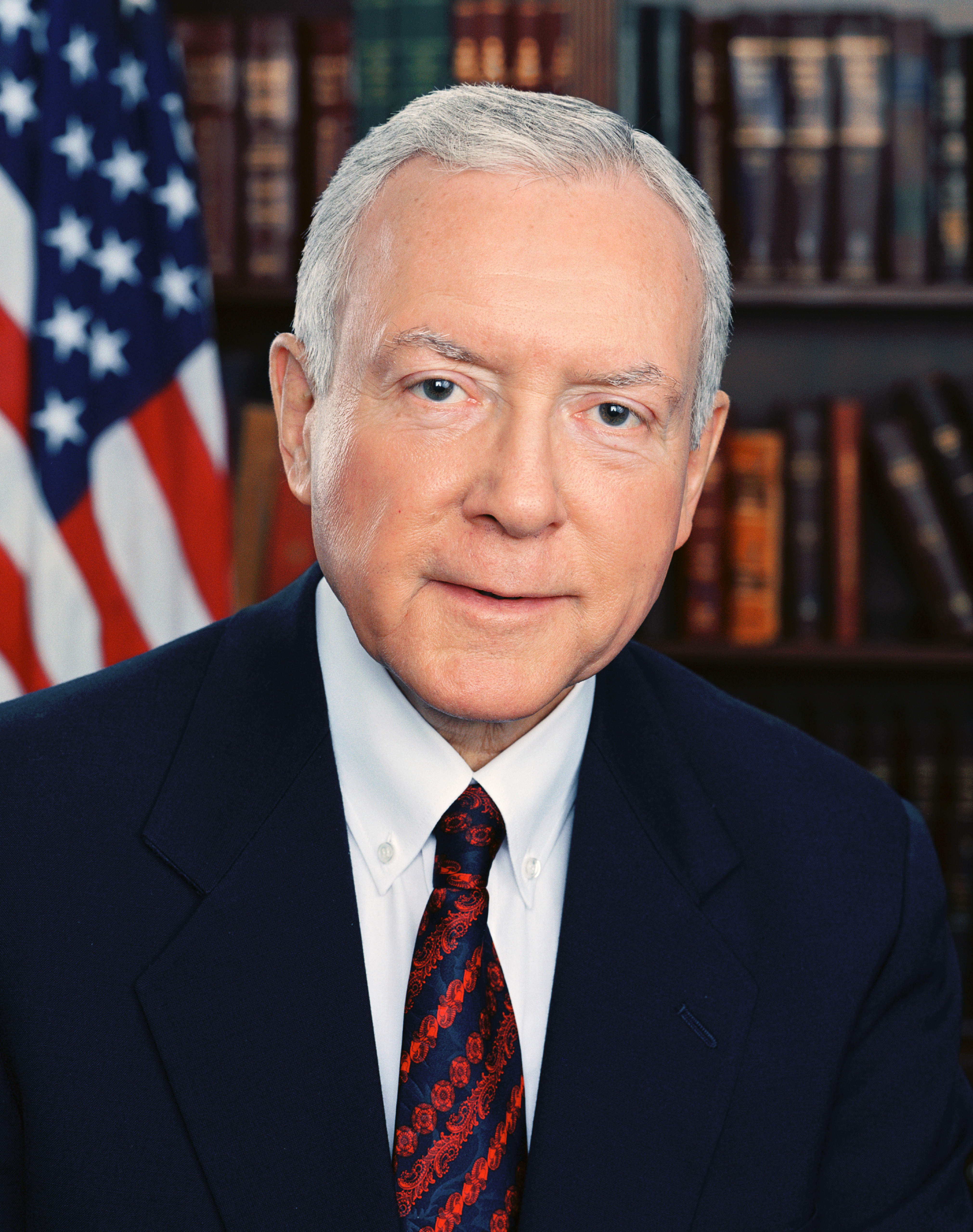
Orrin Hatch (Utah)
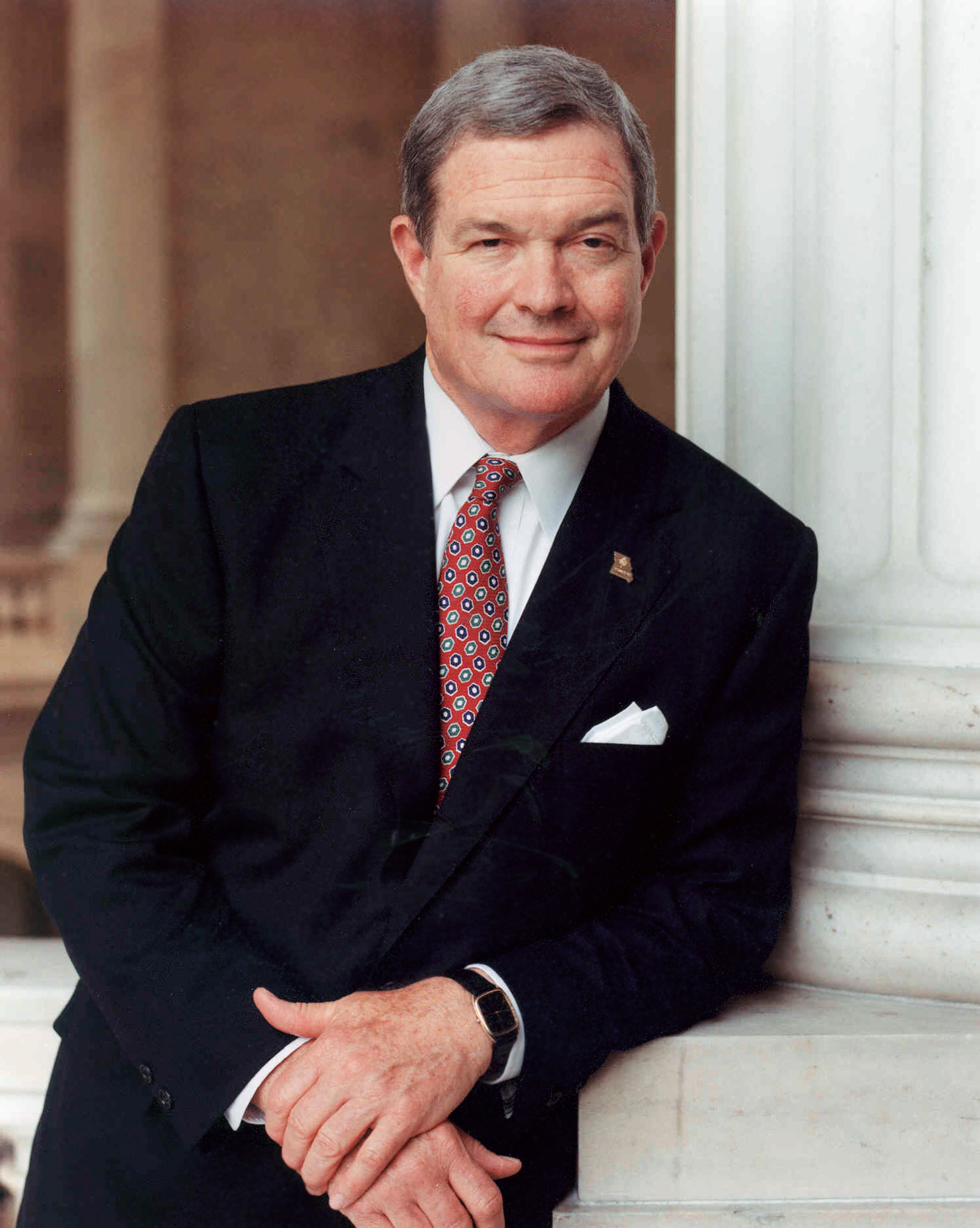
Kit Bond (Missouri)
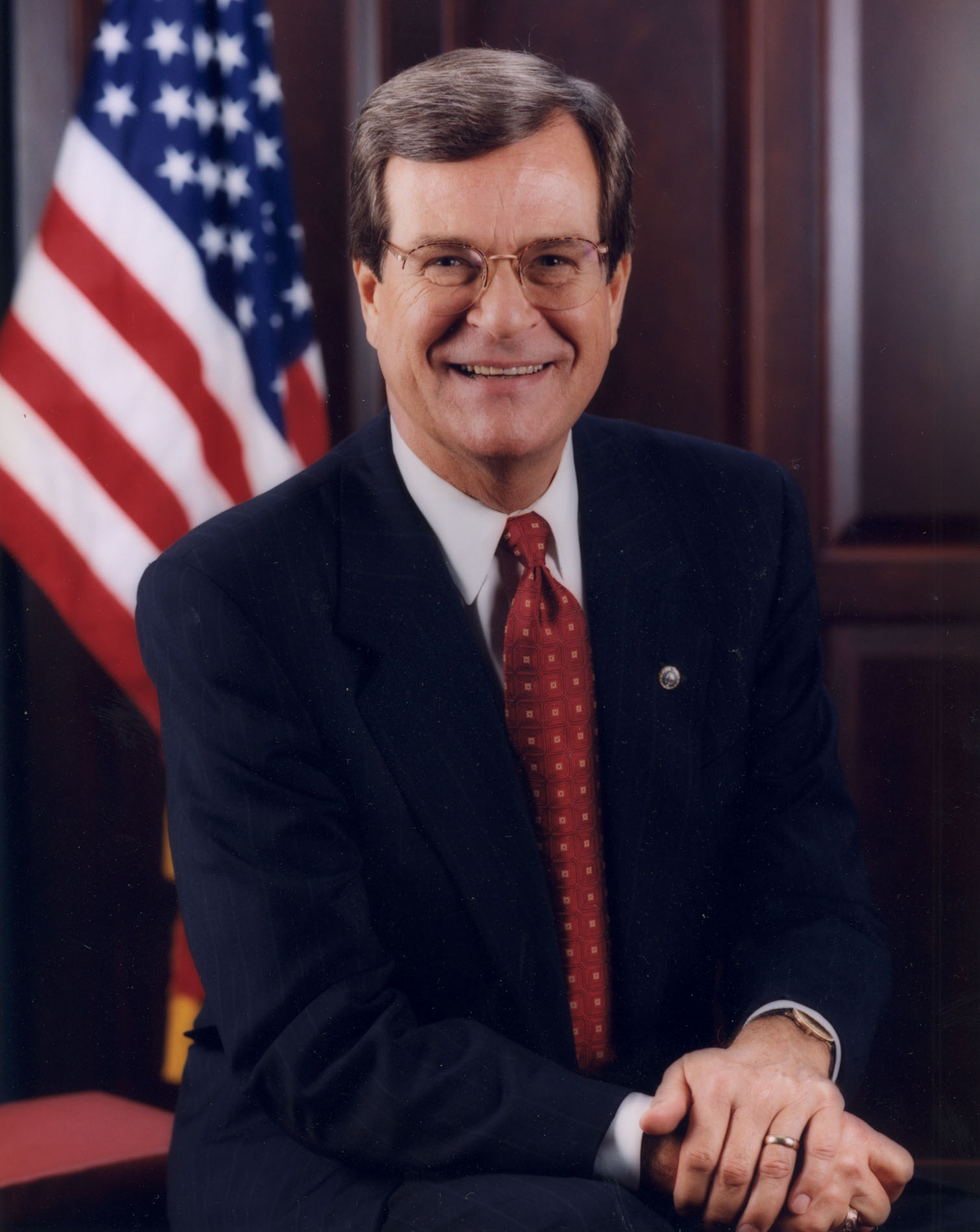
Trent Lott (Missisipi)
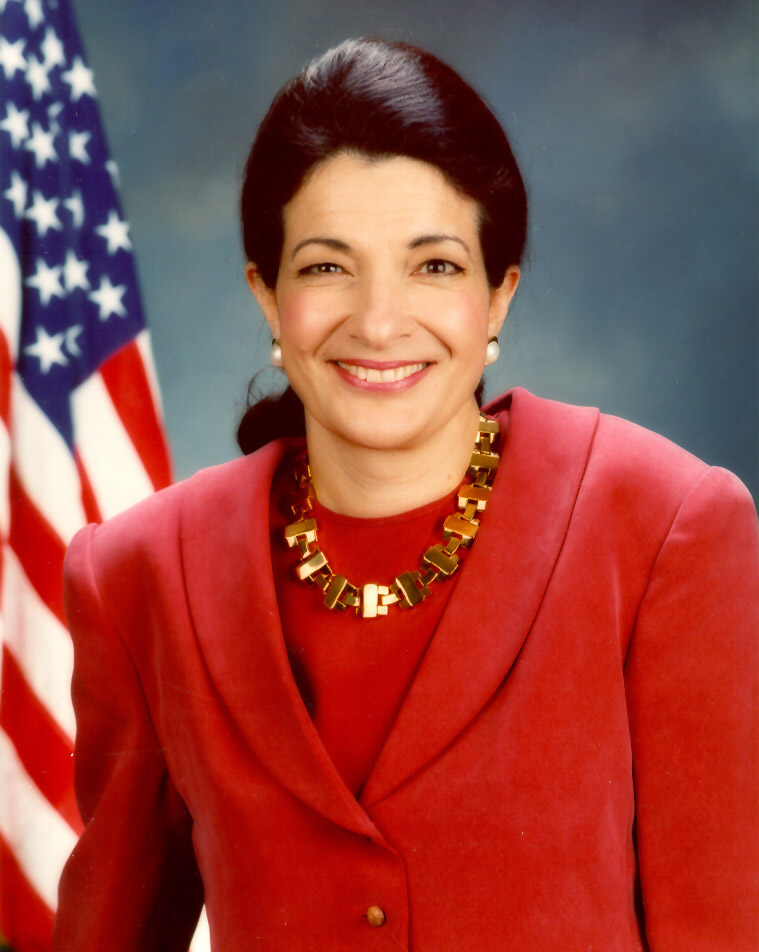
Olympia Snowe (Maine)
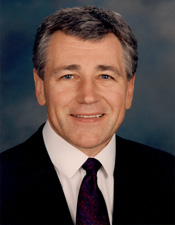
Chuck Hagel (Nebraska)
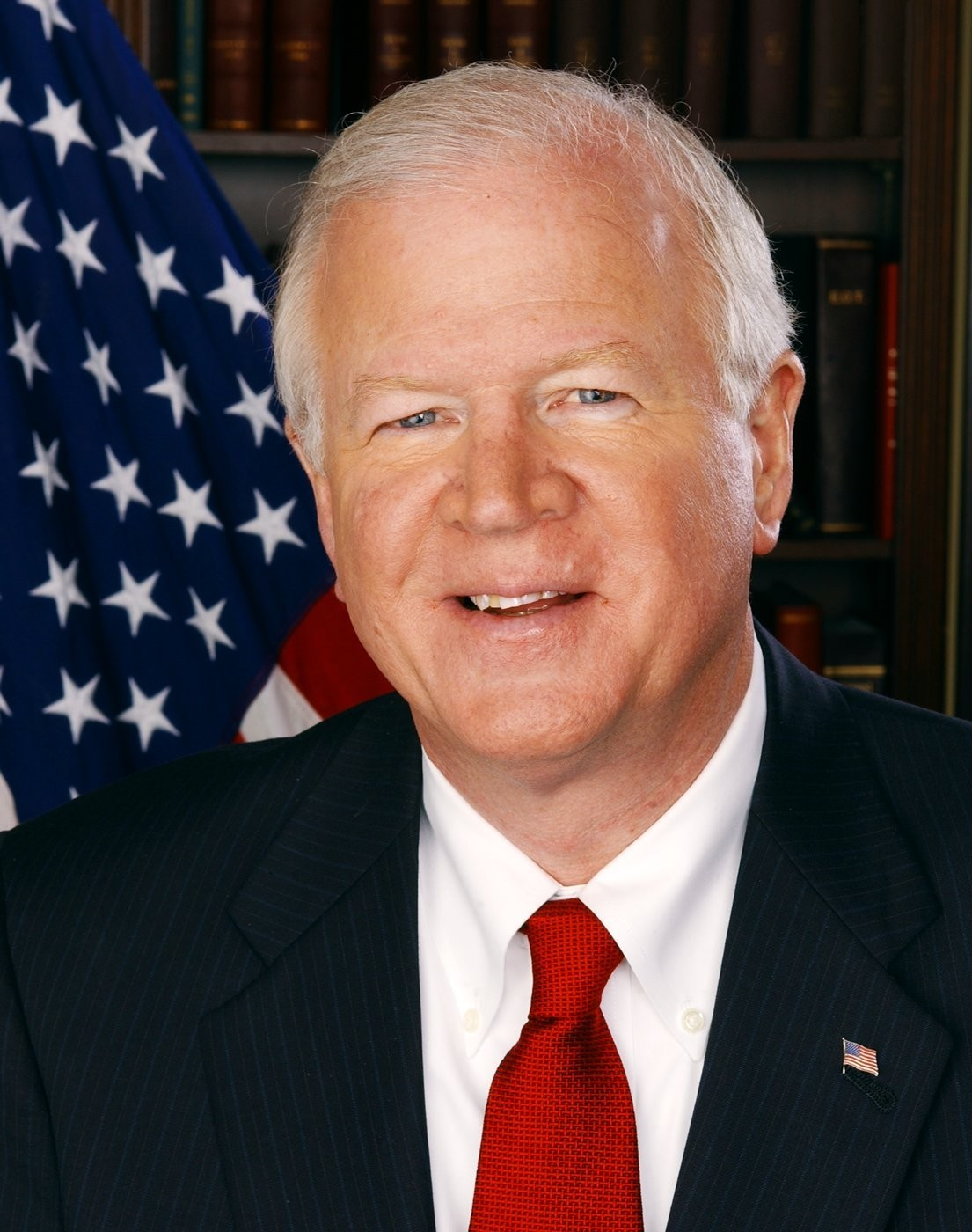
Saxby Chambliss (Georgia)

### Członkowie ex officio

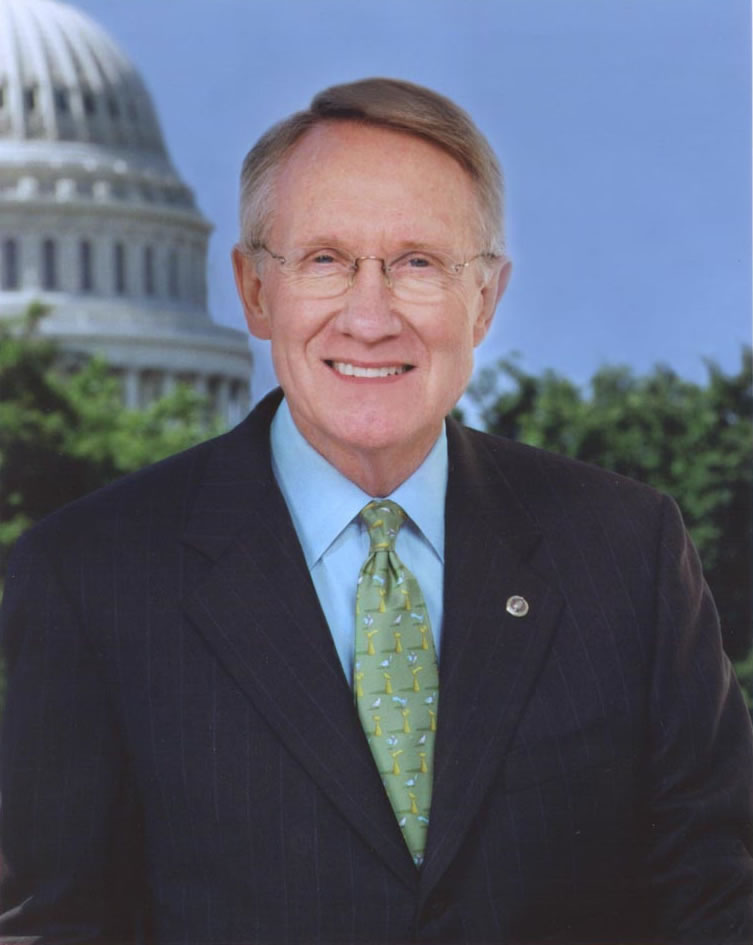
Lider większości Harry Reid (D-Nevada)
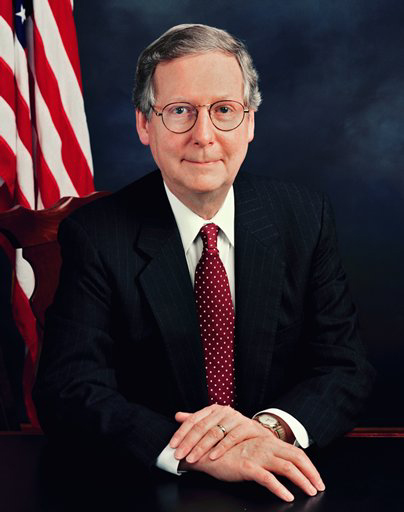
Lider mniejszości Mitch McConnell (R-Kentucky)
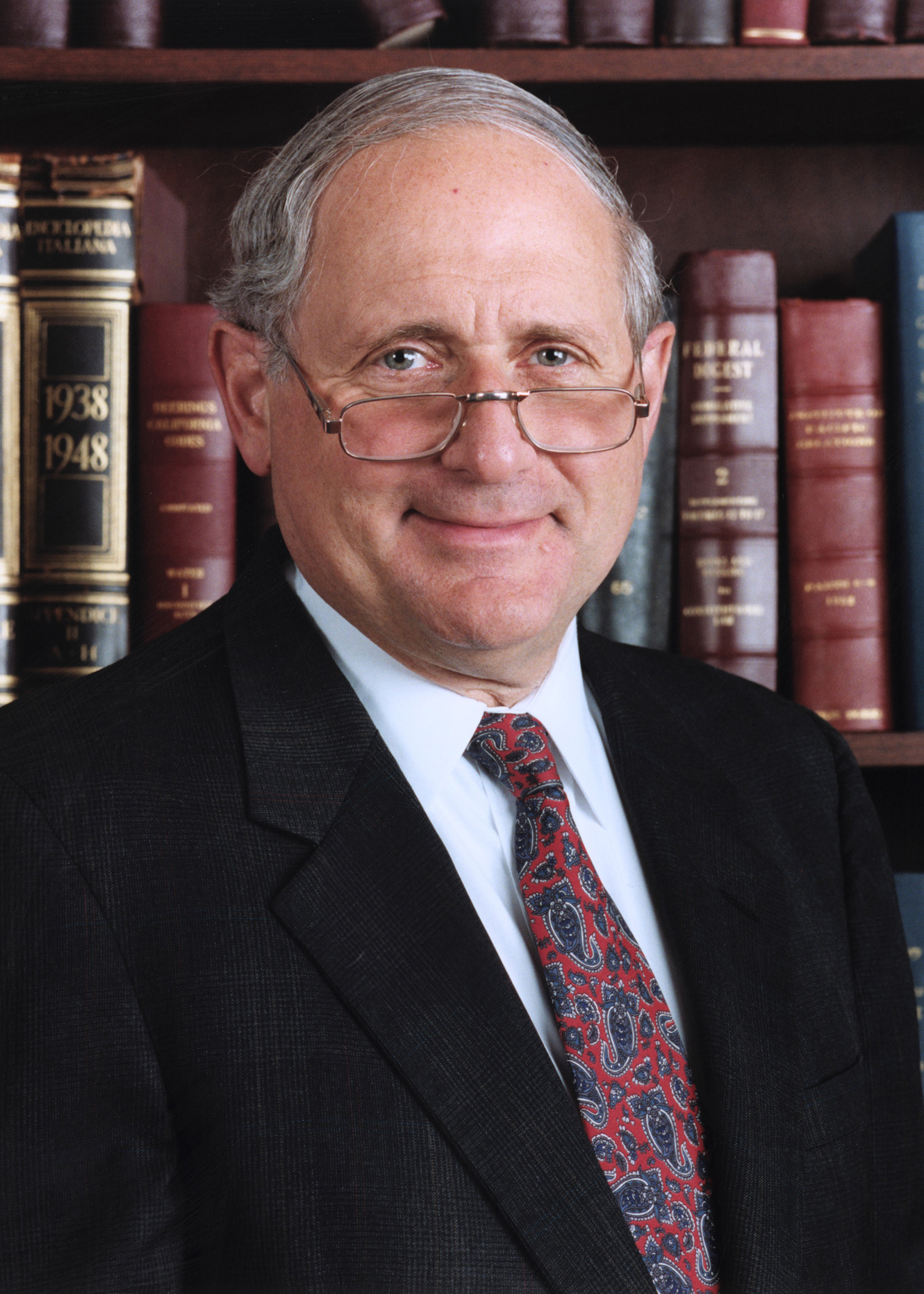
Przewodniczący komisji sił zbrojnych Carl Levin (D-Michigan